# Jogos do Sudeste Asiático de 1997
Os Jogos do Sudeste Asiático de 1997 foram a 19ª edição do evento multiesportivo, realizado na cidade de Jacarta, na Indonésia, entre os dias 11 e 19 de outubro.

## Países participantes
Dez países participaram do evento:
- Brunei
- Camboja
- Laos
- Tailândia
- Myanmar
- Malásia
- Singapura
- Indonésia
- Filipinas
- Vietname

## Modalidades
Foram disputadas 34 modalidades nesta edição dos Jogos:
| - Atletismo - Badminton - Barco Dragão - Basquete - Bilhar - Boliche - Boxe - Caratê - Canoagem - Ciclismo - Esgrima - Esportes aquáticos - Fisiculturismo - Esqui aquático - Futebol - Ginástica - Golf | - Hóquei sobre grama - Judô - Levantamento de peso - Remo - Sepaktakraw - Silat - Softball - Squash - Taekwondo - Tênis - Tênis de mesa - Tiro - Tiro com arco - Vela - Vôlei - Wrestling - Wushu |

## Quadro de medalhas
País sede destacado.
| Ordem | País      | Medalha de ouro | Medalha de prata | Medalha de bronze |       |
| ----- | --------- | --------------- | ---------------- | ----------------- | ----- |
| 1     | Indonésia | 194             | 101              | 115               | 410   |
| 2     | Tailândia | 83              | 97               | 78                | 258   |
| 3     | Malásia   | 33              | 48               | 62                | 143   |
| 4     | Filipinas | 43              | 56               | 108               | 207   |
| 5     | Vietname  | 35              | 48               | 50                | 133   |
| 6     | Singapura | 30              | 26               | 50                | 106   |
| 7     | Myanmar   | 8               | 34               | 44                | 86    |
| 8     | Brunei    |                 | 2                | 8                 | 10    |
| 9     | Laos      |                 | 1                | 7                 | 8     |
| 10    | Camboja   |                 |                  | 6                 | 6     |
| TOTAL | TOTAL     | 448             | 433              | 541               | 1 422 |